# Jean-Louis Tranchand
Pour les articles homonymes, voir Tranchand.
Jean-Louis Tranchand est un homme politique français né le 15 mai 1790 à Roussillon  et décédé le 8 mai 1849 à Paris.
Avocat à Bourgoin en 1816, il est président de la commission municipale de la ville en juillet 1830 puis procureur du roi. Conseiller général en 1832, il est président du tribunal civil de Bourgoin en 1835. Il est député de l'Isère de 1848 à 1849, siégeant avec les républicains modérés.

## Sources
- « Jean-Louis Tranchand », dans Adolphe Robert et Gaston Cougny, Dictionnaire des parlementaires français, Edgar Bourloton, 1889-1891 [détail de l’édition]